# Budawang-Nationalpark
Der Budawang-Nationalpark ist ein Nationalpark im Südosten des australischen Bundesstaates New South Wales, 200 km südlich von Sydney und rund 65 km östlich von Canberra. Der Kings Highway stellt seine südliche Begrenzung dar. Im Norden, jenseits des Yadboro River, einem Nebenfluss des Clyde River,  schließt sich der staatliche Naturpark Budawang Wilderness Area an, im Osten der Bimberamala-Nationalpark. Sowohl der Nationalpark als auch die gleichnamige Wilderness Area umfassen einen Teil der Budawang Range, einem Bergland im Bereich des Küstengebirges von New South Wales.
Die Gegend wurde ab 1820 kolonisiert. Im Park finden sich noch heute Reste eines alten Sägewerkes. Die anschließende Küstenregion wurde wegen ihrer schlechten Zugänglichkeit erst ab 1890 besiedelt.
Höchste Erhebung ist der Mount Budawang, der einen guten Ausblick auf die gesamte Bergkette, das Flusssystem des Clyde River und die Küstenlinie in der Ferne gewährt.
Der Park ist nur über nicht befestigte Straßen erreichbar, am besten von Westen aus über die Verbindungsstraße Braidwood – Mongarlowe – Nerriga – Nowra. Im Park gibt es keine Einrichtungen für Touristen. Insbesondere ist bei Wanderungen auf die ausreichende Mitnahme von Trinkwasser und Nahrung zu achten.